# Anders Hejlsberg
Anders Hejlsberg (Koppenhága, 1960. december – ) dán szoftvermérnök, aki számos népszerű, kereskedelmi programozási nyelvet és fejlesztői eszközt alkotott. A Turbo Pascal eredeti szerzője, a Delphi fő tervezőmérnöke, jelenleg a Microsoftnál dolgozik, mint a C# vezető tervezője. Ezenkívül a TypeScript fejlesztésében is komoly szerepet vállal.

## Életének korai szakasza

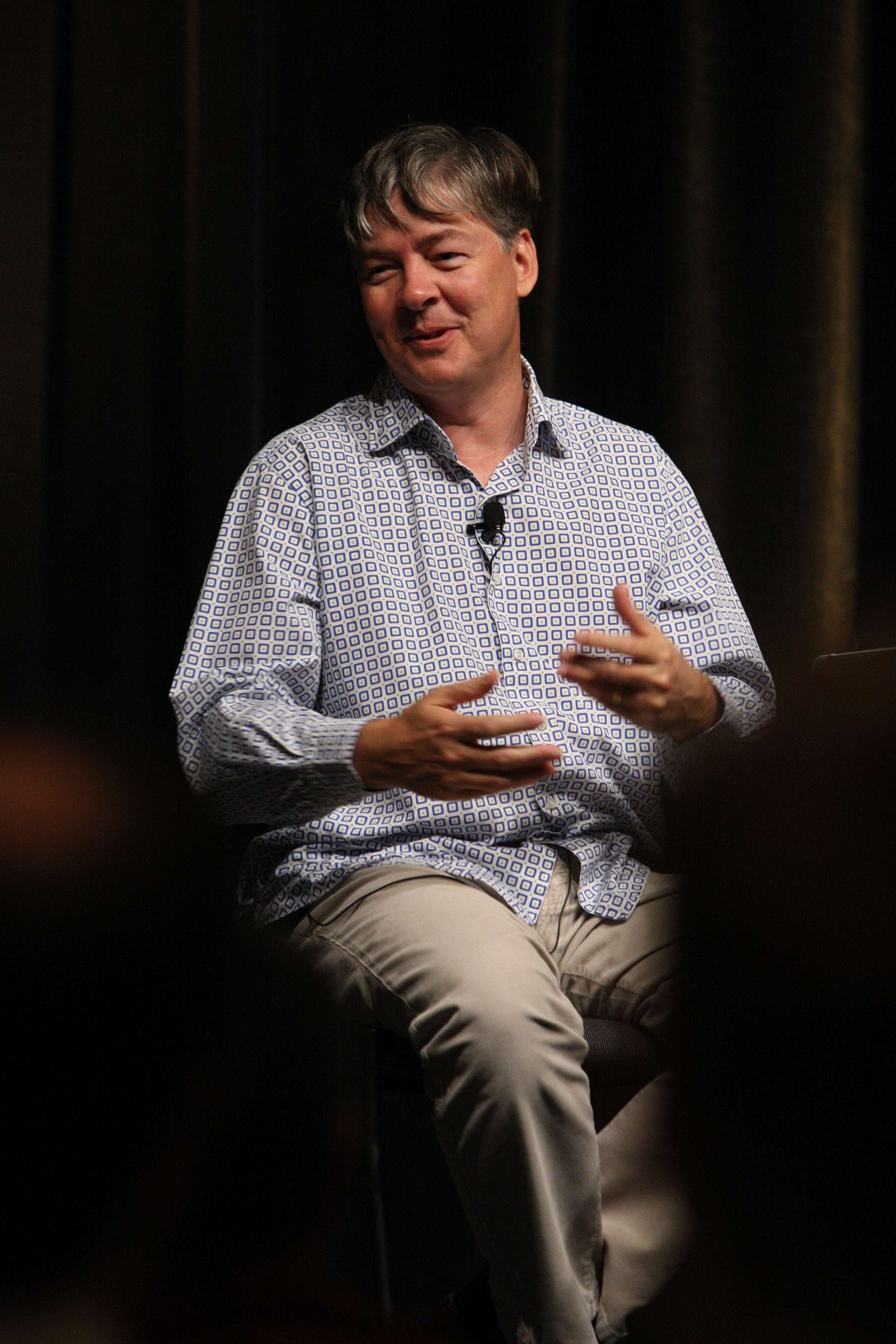
Hejlsberg 2008-ban a Profi Fejlesztők Konferenciáján

Hejlsberg a dániai Koppenhágában született. Műszaki tanulmányokat folytatott a Dán Mérnöki Egyetemen, de nem diplomázott le. Egyetemi ideje alatt 1980-ban programokat írt Nascom mikrosszámítógépekre, beleértve egy Pascal fordítót, amelyik kezdetben úgy került forgalomba mint Blue Label Software Pascal (BLS Pascal) a Nascom 2-höz. Később újraírta a CP/M-re és DOS-ra, először mint Compas Pascal, majd mint PolyPascal. Később a termék Borland licencet kapott és beépítették egy integrált fejlesztői környezetbe (IDE) és így született meg a Turbo Pascal rendszer. A Turbo Pascal versengett a PolyPascallal. A fordítót nagyrészt a "Tiny Pascal" fordító inspirálta, amely Niklaus Wirth "Algoritmusok + Adatstruktúrák = Programok" (Algorithms + Data Structures = Programs) című munkájában található, amely a kor egyik legelismertebb kötete volt. Anders és partnerei egy számítógépes boltot üzemeltettek Koppenhágában és könyvelő programokat értékesítettek. PolyData nevű cégük volt a Microsoft termékek dániai forgalmazója, ami szembeállította őket a Borlanddal. Hejlsberg és Philippe Kahn, a Borland alapítója, először 1986-ban találkozott. Ezekben az években Niels Jensen, a Borland egy másik alapítója és fő részvénytulajdonosa sikeres kapcsolatot alakított ki a Borland és a PolyData közt.

## A Borlandnál
A Borland kezei alatt a Turbo Pascal vált kereskedelmileg az egyik legsikeresebb Pascal fordítóvá. Hejlsberg a PolyData-val maradt mindaddig, amíg a cég pénzügyi gondokkal nem kezdett küzdeni. Ekkortájt, 1989-ben költözött Hejlsberg Kaliforniába, ahol a Borland vezető mérnöke lett. Egészen 1996-ig maradt. Ezalatt az idő alatt továbbfejlesztette a Turbo Pascalt, és végül annak a csoportnak a vezetője lett, amelyik a Turbo Pascal utódján, a Delphi programozási nyelven dolgozott.

## A Microsoftnál
1996-ban, Hejlsberg távozott a Borlandtól és csatlakozott a Microsofthoz. Első eredményei a Visual J++ programozási nyelv és a Windows Foundation Classes voltak; a Microsoft kiváló mérnöke és technikai tudományos munkatársa (Microsoft Distinguished Engineer and Technical Fellow) lett. 2000 óta a C#-ot fejlesztő csapat vezető mérnöke. A Visual C# piacra dobásának időszakától eltekintve, Hejlsberg különösen elégedett volt a Nyelvbe ágyazott lekérdezés (Language Integrated Query) (LINQ) projekt bemutatásával a Visual C# 3.0-val 2005-ben.
A .NET Language-Integrated Query célja általános célú lekérdező szolgáltatások hozzáadása a .NET keretrendszerhez, az információ mindenféle forrására vonatkoztatva, nem csak relációs vagy XML adatokhoz.

## Elismerések
- 2001-ben munkájáért a Turbo Pascalon, a Delphin, a C#-on és a Microsoft .NET Frameworkön elnyerte a Dr. Dobb's Journal[6] Programozói Kiválóság Díját (Excellence in Programming Award).[7]
- 2007-ben a Microsoft Visual C# Team tagjaként Shon Katzenbergerrel, Scott Wiltamuth-szal, Todd Proebstinggel, Erik Meijerrel, Peter Hallammal és Peter Sollich-csal közösen kitüntették a Technical Recognition Award for Outstanding Technical Achievement díjjal a C# nyelven végzett munkájáért.[4]

## Kötetei
- Anders Hejlsberg, Scott Wiltamuth, Peter Golde: The C# Programming Language, Second Edition, Addison-Wesley Professional, 2006. ISBN 0-321-33443-4
- Anders Hejlsberg, Mads Torgersen, Scott Wiltamuth, Peter Golde: The C# Programming Language, Third Edition, Addison-Wesley Professional, 2008. ISBN 0-321-56299-2
- Anders Hejlsberg, Mads Torgersen, Scott Wiltamuth, Peter Golde: The C# Programming Language (Covering C# 4.0) Fourth edition, Addison-Wesley Professional, 2010. ISBN 0-321-74176-5 (Microsoft .NET Development Series)

## Interjúk
- Anders Hejlsberg a C# programozási nyelvről[halott link], 1. rész, devPortal, 2008. október 20. (Hozzáférés ideje: 2011. szeptember 19.)
- Anders Hejlsberg a C# programozási nyelvről Archiválva 2009. március 15-i dátummal a Wayback Machine-ben, 2. rész, devPortal, 2008. október 21. (Hozzáférés ideje: 2011. szeptember 19.)
- Anders Hejlsberg a C# programozási nyelvről[halott link], 3. rész, devPortal, 2008. október 22. (Hozzáférés ideje: 2011. szeptember 19.)
- Interview from .NET Developer's Journal, Vol 3 issue 2. Archiválva 2021. augusztus 10-i dátummal a Wayback Machine-ben (angolul)
- The C# Design Process (angolul)
- The Trouble with Checked Exceptions (angolul)
- Delegates, Components and Simplexity (angolul)
- Versioning, Virtual and Override (angolul)
- Contracts and Interoperability (angolul)
- Inappropriate Abstractions (angolul)
- Generics in C#, Java and C++ (angolul)
- CLR Design Choices (angolul)
- Microsoft's Hejlsberg touts .NET, C-Omega (now LINQ) technologies (angolul)
- Deep Inside C#: An Interview with Microsoft Chief Architect Anders Hejlsberg (angolul)
- C#: Yesterday, Today, and Tomorrow (angolul)
- Video interview at channel9 (angolul)
- Computerworld Interview with Anders on C# (angolul)

## Videók
- Life and Times of Anders Hejlsberg (angolul)
- Anders Hejlsberg – Tour through computing industry history at the Microsoft Museum (angolul)
- Anders Hejlsberg – What's so great about generics? (angolul)
- Anders Hejlsberg – Programming data in C# 3.0 (angolul)
- Anders Hejlsberg – What brought about the birth of the CLR (angolul)
- Anders Hejlsberg – The .NET Show: The .NET Framework (angolul)
- Anders Hejlsberg – More C# Talk from C#'s Architect (Happy Birthday Video #3) (angolul)
- Anders Hejlsberg – LINQ (angolul)
- Anders Hejlsberg – Whiteboard with Anders Hejlsberg (angolul)
- Anders Hejlsberg – LINQ and Functional Programming (angolul)
- Outstanding Technical Achievement: C# Team (angolul)
- Anders Hejlsberg – The Future of C# (angolul)
- Anders Hejlsberg – The future of programming languages (JAOO Aarhus 2008) (angolul)

## Fordítás
- Ez a szócikk részben vagy egészben  az   Anders Hejlsberg című angol Wikipédia-szócikk fordításán alapul.  Az eredeti cikk szerkesztőit annak laptörténete sorolja fel. Ez a jelzés csupán a megfogalmazás eredetét és a szerzői jogokat jelzi, nem szolgál a cikkben szereplő információk forrásmegjelöléseként.